# Grande Prêmio da África do Sul de 1968
Resultados do Grande Prêmio da África do Sul de Fórmula 1 realizado em Kyalami em 1º de janeiro de 1968. Primeira etapa do campeonato, teve como vencedor o britânico Jim Clark, que subiu ao pódio junto a Graham Hill numa dobradinha da Lotus-Ford, com Jochen Rindt em terceiro pela Brabham-Repco.

## Resumo
Jim Clark venceu pela vigésima quinta e última vez em sua carreira superando o recorde estabelecido por Juan Manuel Fangio há onze anos.
Aliás a última prova de Clark na Fórmula 1, que faleceria em uma prova de F2 em Hockenheimring na floresta

## Classificação da prova

### Treino oficial
| Pos.    | Nº | Piloto               | Construtor      | Tempo  | Dif.  |
| ------- | -- | -------------------- | --------------- | ------ | ----- |
| 1       | 4  | Jim Clark            | Lotus-Ford      | 1:21.6 | —     |
| 2       | 5  | Graham Hill          | Lotus-Ford      | 1:22.6 | + 1.0 |
| 3       | 16 | Jackie Stewart       | Matra-Ford      | 1:22.7 | + 1.1 |
| 4       | 3  | Jochen Rindt         | Brabham-Repco   | 1:23.0 | + 1.4 |
| 5       | 2  | Jack Brabham         | Brabham-Repco   | 1:23.2 | + 1.6 |
| 6       | 7  | John Surtees         | Honda           | 1:23.5 | + 1.9 |
| 7       | 10 | Andrea de Adamich    | Ferrari         | 1:23.6 | + 2.0 |
| 8       | 8  | Chris Amon           | Ferrari         | 1:23.8 | + 2.2 |
| 9       | 1  | Denny Hulme          | McLaren-BRM     | 1:24.0 | + 2.4 |
| 10      | 11 | Pedro Rodríguez      | BRM             | 1:24.9 | + 3.3 |
| 11      | 9  | Jacky Ickx           | Ferrari         | 1:24.9 | + 3.3 |
| 12      | 6  | Dan Gurney           | Eagle-Weslake   | 1:25.6 | + 4.0 |
| 13      | 12 | Mike Spence          | BRM             | 1:25.9 | + 4.3 |
| 14      | 22 | Dave Charlton        | Brabham-Repco   | 1:26.2 | + 4.6 |
| 15      | 15 | Ludovico Scarfiotti  | Cooper-Maserati | 1:26.3 | + 4.7 |
| 16      | 19 | Jo Siffert           | Cooper-Maserati | 1:26.4 | + 4.8 |
| 17      | 17 | John Love            | Brabham-Repco   | 1:27.0 | + 5.4 |
| 18      | 21 | Jean-Pierre Beltoise | Matra-Ford      | 1:27.2 | + 5.6 |
| 19      | 20 | Jo Bonnier           | Cooper-Maserati | 1:27.3 | + 5.7 |
| 20      | 25 | Basil van Rooyen     | Cooper-Climax   | 1:27.8 | + 6.2 |
| 21      | 14 | Brian Redman         | Cooper-Maserati | 1:28.0 | + 6.4 |
| 22      | 18 | Sam Tingle           | LDS-Repco       | 1:28.6 | + 7.0 |
| 23      | 23 | Jackie Pretorius     | Brabham-Climax  | 1:29.0 | + 7.4 |
| Fontes: |    |                      |                 |        |       |

### Corrida
| Pos.    | Nº | Piloto               | Construtor      | Voltas | Tempo/Diferença        | Grid | Pontos |
| ------- | -- | -------------------- | --------------- | ------ | ---------------------- | ---- | ------ |
| 1       | 4  | Jim Clark            | Lotus-Ford      | 80     | 1:53:56.6              | 1    | 9      |
| 2       | 5  | Graham Hill          | Lotus-Ford      | 80     | + 25.3                 | 2    | 6      |
| 3       | 3  | Jochen Rindt         | Brabham-Repco   | 80     | + 30.4                 | 4    | 4      |
| 4       | 8  | Chris Amon           | Ferrari         | 78     | + 2 voltas             | 8    | 3      |
| 5       | 1  | Denny Hulme          | McLaren-BRM     | 78     | + 2 voltas             | 9    | 2      |
| 6       | 21 | Jean-Pierre Beltoise | Matra-Ford      | 77     | + 3 voltas             | 18   | 1      |
| 7       | 19 | Jo Siffert           | Cooper-Maserati | 77     | + 3 voltas             | 16   |        |
| 8       | 7  | John Surtees         | Honda           | 75     | + 5 voltas             | 6    |        |
| 9       | 17 | John Love            | Brabham-Repco   | 75     | + 5 voltas             | 17   |        |
| NC      | 23 | Jackie Pretorius     | Brabham-Climax  | 71     | + 9 voltas             | 23   |        |
| Ret     | 6  | Dan Gurney           | Eagle-Weslake   | 58     | Vazamento de óleo      | 12   |        |
| Ret     | 9  | Jacky Ickx           | Ferrari         | 51     | Vazamento de óleo      | 11   |        |
| Ret     | 20 | Jo Bonnier           | Cooper-Maserati | 46     | Superaquecimento       | 19   |        |
| Ret     | 16 | Jackie Stewart       | Matra-Ford      | 43     | Motor                  | 3    |        |
| Ret     | 18 | Sam Tingle           | LDS-Repco       | 35     | Superaquecimento       | 22   |        |
| Ret     | 25 | Basil van Rooyen     | Cooper-Climax   | 22     | Motor                  | 20   |        |
| Ret     | 11 | Pedro Rodríguez      | BRM             | 20     | Sistema de combustível | 10   |        |
| Ret     | 2  | Jack Brabham         | Brabham-Repco   | 16     | Motor                  | 5    |        |
| Ret     | 10 | Andrea de Adamich    | Ferrari         | 13     | Acidente               | 7    |        |
| Ret     | 12 | Mike Spence          | BRM             | 7      | Sistema de combustível | 14   |        |
| Ret     | 14 | Brian Redman         | Cooper-Maserati | 4      | Vazamento de óleo      | 21   |        |
| Ret     | 22 | Dave Charlton        | Brabham-Repco   | 3      | Diferencial            | 14   |        |
| Ret     | 15 | Ludovico Scarfiotti  | Cooper-Maserati | 2      | Tubo d’água            | 15   |        |
| Fontes: |    |                      |                 |        |                        |      |        |

## Tabela do campeonato após a corrida
| Pos.    | Piloto       | Pontos |
| ------- | ------------ | ------ |
| 1       | Jim Clark    | 9      |
| 2       | Graham Hill  | 6      |
| 3       | Jochen Rindt | 4      |
| 4       | Chris Amon   | 3      |
| 5       | Denny Hulme  | 2      |
| Fontes: |              |        |

| Pos.    | Construtor    | Pontos |
| ------- | ------------- | ------ |
| 1       | Lotus-Ford    | 9      |
| 2       | Brabham-Repco | 4      |
| 3       | Ferrari       | 3      |
| 4       | McLaren-BRM   | 2      |
| 5       | Matra-Ford    | 1      |
| Fontes: |               |        |

- Nota: Somente as primeiras cinco posições estão listadas. A temporada de 1968 foi dividida em dois blocos de seis corridas onde cada piloto descartaria um resultado. Neste ponto esclarecemos: na tabela dos construtores figurava somente o melhor colocado dentre os carros de um time.